# Filmriss (Fernsehserie)
Filmriss (Originaltitel: Informacja zwrotna) ist eine polnische Thriller-Miniserie, die am 15. November 2023 weltweit auf Netflix veröffentlicht wurde. Die Serie basiert auf das gleichnamige Roman von Jakub Żulczyk.

## Inhalt
Die Serie folgt Marcin Kania, einem einst erfolgreichen Rockstar, dessen Leben durch Alkoholismus und Drogenmissbrauch zerstört wurde. Nachdem sein Sohn Piotr spurlos verschwindet, begibt sich Marcin auf eine verzweifelte Suche, die ihn in die finstersten Ecken Warschaus und seiner eigenen Psyche führt. Dabei muss er sich nicht nur seiner Vergangenheit stellen, sondern auch einem komplexen Betrugsfall, der eng mit dem Verschwinden seines Sohnes verknüpft ist.

## Besetzung und Synchronisation
Die deutschsprachige Synchronisation entstand nach dem Dialogbuch von Mark Kuhn und Mio Lechenmayr sowie unter der Dialogregie von Mark Kuhn durch die Synchronfirma Iyuno-SDI Group Germany GmbH.
| Rolle                      | Schauspieler                     | Synchronsprecher  |
| -------------------------- | -------------------------------- | ----------------- |
| Marcin Kania               | Arkadiusz Jakubik                | Thomas Darchinger |
| Piotr Kania                | Jakub Sierenberg                 | Julian Bayer      |
| Asia                       | Dominika Bednarczyk-Krzyżanowska | Michaela Amler    |
| Ula Kania                  | Maria Starczewska                | Ilena Gwisdalla   |
| Kommissar Cezary Karlowicz | Przemysław Bluszcz               | Gerhard Acktun    |
| Jarek                      | Juliusz Chrzastowski             | Dirk Meyer        |

## Produktion
Filmriss wurde 2023 produziert und besteht aus einer Staffel mit fünf Episoden. Die Dreharbeiten fanden in Warschau und in Kroatien statt. Regie führte Leszek Dawid. Die Drehbücher schrieben Kacper Wysocki und Jakub Żulczyk. Die Produzenten waren Łukasz Dzięcioł und Piotr Dzięcioł. Die Serie wurde am 1. November 2023 auf Netflix veröffentlicht.